# 李庆海
李庆海（1910年—1986年），男，直隶（今河北）深泽人，中国大地测量专家，曾任武汉测绘科技大学教授、博士生导师。